# Areuse
Areuse (franska: L’Areuse) är ett vattendrag i Schweiz. Det ligger i den västra delen av landet. Areuse mynnar i Neuchâtelsjön.
Trakten runt Areuse är en mosaik av jordbruksmark, skog och samhällen.